# Franziska Bruecker
Franziska Bruecker (* 8. Mai 1989 in Zürich) ist eine Schweizer Musikerin und Komponistin, ihre Instrumente sind die Stimme und Elektronik. Sie lebt und arbeitet in Zürich.

## Leben
Franziska Bruecker studierte zwischen 2008 und 2014 Gesang, Komposition und Pädagogik im Bereich Jazz in Luzern, Bern und New York. 2020/21 bildete sie sich an der Zürcher Hochschule der Künste in Elektronischer Musik weiter. Ihre Hauptinstrumente sind die Stimme und Elektronik. Sie kreiert Hörbares an der Schnittstelle von Wort und Musik und zeigt ihre Arbeiten im musealen und Bühnenkontext.
Als Solokünstlerin beschäftigt sich Bruecker in ihren Arbeiten mit der Schnittstelle zwischen Live und Installation und mit ihrer Rolle als Sängerin. So untersucht sie mit ihrer Audioperformance Essay On Distance die Distanz als Schutzmechanismus und als Möglichkeit, um über den weiblich gelesenen Körper auf der Musikbühne nachzudenken. Weiter recherchiert sie über Audiodeskription als Spoken Word und hat mit dem SALON OUTSIGHT einen feministischen Salon der performativen Künste lanciert.
Zusammen mit Anna Trauffer und Gerhard Meister formt sie das Kollektiv BrueckerMeisterTrauffer, welches das Wortkonzert Wir steigen und das Wortkonzert Im Reinen auf die Bühne brachte.
In Zusammenarbeit mit anderen Künstlerinnen und Künstlern sind diverse Arbeiten entstanden, darunter Inside Absence, eine mit Hilfe von Augmented Reality entwickelte Soundinstallation, oder LIM:ES, eine choreografierte Komposition für vier Distanzsensoren und eine Tänzerin.
Weiter ist Bruecker als Musikerin an Theaterproduktionen beteiligt.

## Werke (Auswahl)
- Essay On Distance (2023), Audioperformance[16]
- PLAY:SOME (2023), interaktive Soundinstallation[17]
- ABSENCE:IS (2022), interaktive VR-Installation
- Im Reinen. (2022), Wortkonzert
- Zoom Fatigue (2021), Videoinstallation[18]
- LIM:ES (2020), Performance
- Inside Absence (2020), interaktive AR-Installation
- Wir steigen. (2020), Wortkonzert
- Mad Girl – Postpuberty (2016), Konzert
- Mad Girl – A Cyclothymia of Songs (2014) Liedzyklus[19]
- Round And Far And High (2015), Konzert[20]
- Project A (2018) Konzert
- Neutralisiert – wie verstehen sie die Dolmetscherin?, Theaterstück von Zarina Tadjibaeva und Julia Skof, musikalische Leitung, Sound Theater Rote Fabrik[21]
- Biotic Projections 2022 / 2023, Tanzstück für zwei Performerinnen und VR Headsets, Lyn Bentschik Productions[22]
- The Debt Fernkollaboration mit Daniel sun Krief (Israel), Werkauftrag und publiziert von Jazz Chur Exile[23]
- Inhale - Inhalt, Solostück für Performerin und weisses Rauschen von Jörg Köppl, konzeptuelle Mitarbeit und Performance[24]
- Entsammlung, Soundtrack zur Videoarbeit von Claudia Breitschmid, Gruppenausstellung „Wind of Change“ Kulturkloster Dornach und Prix Photoforum Biel[25]
- Die Gastfremden, Ein Stück über Migration der Autorin Ivna Žic am Stadttheater St.Gallen unter der Regie von Christina Rast. Musikalische Leitung und Live-Musik[26]
- Muted Memories, Eine als Lyric Video getarnte Soundinstallation, Animation Olivier Bucher * Nominiert für den Design Preis der HSLU 2018[27]
- Mono, ein Musiktheater von Jörg Köppl für Stimme, Flöte, Sprecher und weisses Rauschen Ein Solostück von und mit Annina Polivka, Ko-Produktion mit dem Tojo Theater[28]
- SCHUB Premio 2016
- Grosse Liebe, Bühnenstück nach dem Roman von Navid Kermani am Apollo Theater Siegen, DE[29]
- Im Wald
- Nominiert für den sonOhr Preis 2019
- Behind It More White
- More Than One Less Than Two, Performance Art Fest ZH

## Auszeichnungen
- Dreijahresförderung Bruecker_Meister_Trauffer 2024–2026
- Artist in Residence Moods Zürich, 2024/2025
- Zentralschweizer Atelierstipendium New York 2021
- Arbeitsstipendium der Stadt Zürich 2021
- Förderpreis der Kunst – und Kulturstiftung Uri, 2018
- Merit-based Scholarship New School For Jazz And Contemporary Music, New York City, 2012/13
- Werkjahr Albert Köchlin Stiftung 2012